# 黄土镇 (沿河县)
黄土镇，是中华人民共和国贵州省铜仁市沿河土家族自治县下辖的一个乡镇级行政单位。
2015年1月23日，贵州省人民政府批复同意沿河县乡镇行政区划调整，新设置的黄土镇辖原黄土乡，镇人民政府驻黄土坎村。

## 行政区划
黄土镇下辖以下地区：
丰收村、竹园坨村、双龙村、简家村、雪花村、黄土坎村、汤家村、勇敢村、平原村、青龙村、花溪村、沙坪村、杨家村和大元村。